# Episodi di Simon & Simon (prima stagione)
La prima stagione della serie televisiva Simon & Simon è stata trasmessa in prima visione negli Stati Uniti d'America da CBS tra il 1981 e il 1982.
In Italia è stata trasmessa in prima visione da Italia 1.
| nº | Titolo originale                  | Titolo italiano                    | Prima TV USA     | Prima TV Italia |
| -- | --------------------------------- | ---------------------------------- | ---------------- | --------------- |
| 1  | Details at Eleven                 | Due ore                            | 24 novembre 1981 |                 |
| 2  | Love, Christy                     | Con amore Christy                  | 1º dicembre 1981 |                 |
| 3  | Trapdoors                         | Il trabocchetto                    | 8 dicembre 1981  |                 |
| 4  | A Recipe for Disaster             | Potrebbe anche succedere il peggio | 17 dicembre 1981 |                 |
| 5  | The Least Dangereous Game         | Gioco senza rischio                | 29 dicembre 1981 |                 |
| 6  | The Dead Letter File              | Una strana lettera                 | 5 gennaio 1982   |                 |
| 7  | The Hottest Ticket in Town        | Biglietto che scotta               | 12 gennaio 1982  |                 |
| 8  | Ashes to Ashes, and None Too Soon | È tempo che la cenere              | 16 gennaio 1982  |                 |
| 9  | Uncivil Servant                   | Uno strano detective               | 27 gennaio 1982  |                 |
| 10 | Earth to Stacey                   | Amore per Stacey                   | 9 febbraio 1982  |                 |
| 11 | Double Entry                      | Doppia registrazione               | 2 marzo 1982     |                 |
| 12 | Matchmaker                        | Agenzia matrimoniale               | 9 marzo 1982     |                 |
| 13 | Tanks For the Memories            | Ricordi di scuola                  | 16 marzo 1982    |                 |